# Palliduphantes chenini
Espèce
Palliduphantes chenini est une espèce d'araignées aranéomorphes de la famille des Linyphiidae.

## Distribution
Cette espèce est endémique de Tunisie. Elle se rencontre dans le gouvernorat de Tataouine.

## Étymologie
Son nom d'espèce lui a été donné en référence au lieu de sa découverte, le village de Chenini.

## Publication originale
- (en) Robert Bosmans, « A checklist of the spiders of Tunisia, with description of a new species of Palliduphantes Saaristo & Tanasevitch (Araneae: Linyphiidae) », Kaupia: Darmstädter Beiträge zur Naturgeschichte, vol. 12,‎ 2003, p. 89-109 (ISSN 0941-8482).